# Fritz Ewerlöf
Fritz Oscar Thorwald Ewerlöf, född den 23 januari 1843 i Köpenhamn, död där den 6 april 1909, var en svensk militär. Han var son till Frans Ewerlöf, far till Oskar Ewerlöf och svärfar till Eric Virgin.
Ewerlöf blev student vid Lunds universitet 1861 och avlade juridisk-filosofisk examen där 1863. Han blev underlöjtnant vid Ingenjörkåren 1864, löjtnant vid Fortifikationen 1870 och kapten där 1873. Ewerlöf blev militärattaché i London 1873 och var fortifikationsbefälhavare i Skåne 1878–1895. Han blev major i armén 1891 och i Fortifikationen 1894. Ewerlöf befordrades till överstelöjtnant i armén 1895 och erhöll samtidigt avsked med tillstånd att som major kvarstå i Fortifikationens reserv. Han var tillförordnad fortifikationsbefälhavare i Skåne 1895–1898 och blev överste i armén sistnämnda år. Ewerlöf erhöll avsked även ur reserven 1908. Han invaldes som ledamot av andra klassen av Krigsvetenskapsakademien 1888. Ewerlöf blev riddare av Svärdsorden 1884 och kommendör av andra klassen av Vasaorden 1904.